# Würzburger Ballbusters
Die Würzburger Ballbusters ist eine Powerchair Hockey-Mannschaft aus Würzburg.

## Geschichte
Die Ballbusters sind ein Teil des VdR Würzburg e.V. 1989 wurde der Verein gegründet. Ihre größten Erfolge feierte sie in den Jahren 1994 und 1995 mit dem Gewinn der Bayerischen Meisterschaft. Von 2005 bis 2012 spielten sie in der 2. Bundesliga. 2012 stiegen sie in die 1. PCH Bundesliga auf und blieben dort bis 2014. In der Saison 2018/19 landeten die Ballbusters auf dem letzten Platz und stiegen zum ersten Mal in die 3. Liga ab.

## Kader der Saison 2017/2018
| 05 | Christoph Wendel |  |  |
| 04 | Noah Goltz       |  |  |

| 07 | Markus Wahlich |  |  |
| 18 | Sven Haas      |  |  |
| 18 | Julian Wendel  |  |  |
| 28 | Caner Gönen    |  |  |
| 06 | David Reschke  |  |  |
| 17 | Juliano Göb    |  |  |

| 21 | Robert Wolfram |  |  |
| 41 | Vadim Lobanow  |  |  |
| 13 | Sandra Steiner |  |  |
| 23 | Karina Bott    |  |  |
| 12 | Stefan Falk    |  |  |

## Erfolge
- Bayrischer Meister 1994 und 1995
- 1. PCH Bundesliga Saison 2012/13 und 2013/14